# Davy Crockett (arma nucleare)
Il Davy Crockett era un'arma nucleare tattica portatile, composta da un cannone senza rinculo in grado di sparare un proiettile M388 con testata nucleare.
Il sistema d'arma fu sviluppato dagli Stati Uniti durante la Guerra fredda per pareggiare il divario tra le inferiori forze convenzionali statunitensi rispetto a quelle sovietiche; il suo utilizzo, tuttavia, avrebbe causato seri danni anche all'unità che l'avesse utilizzata, poiché gli effetti dell'ordigno esploso si sarebbero registrati ben oltre la sua gittata massima.
Un'arma molto simile al Davy Crockett appare nel film giapponese Il trionfo di King Kong sebbene nel 1962, anno di distribuzione del film, fosse classificata come "arma segreta".

## Sviluppo
I primi studi per un'arma nucleare portatile risalgono al 1953 ad opera dell'ingegnere Robert M. Schwartz, allora trentaduenne, che all'epoca dirigeva un gruppo di ricerca sulle armi. Lo sforzo condotto dal gruppo, composto, oltre che da Schwartz anche dagli ingegneri Milton E. Epton e Irwing Mate, portò alla creazione di prototipi di armi atomiche sempre più piccole, fino alla realizzazione del progetto finale del "fucile atomico" Davy Crockett, che poteva essere portato in spalla da un solo fante e operativo in pochi minuti. L'arma fu sviluppata basandosi sulla tecnologia del razzo MGR-1 "Honest John" e del missile PGM-19 Jupiter. Il prototipo del Davy Crockett fu pronto nel 1958 e dopo vari perfezionamenti e test, entrò in servizio nel 1961.
Il dispositivo nucleare Davy Crockett è stata una delle più piccole armi nucleari ad essere costruita, sviluppata per contrastare un'eventuale invasione dell'URSS in Europa e pareggiare il divario tra le forze convenzionali statunitensi inferiori in numero rispetto a quelle sovietiche; il suo nome fu scelto in onore dell'eroe popolare statunitense, Davy Crockett.

## Descrizione

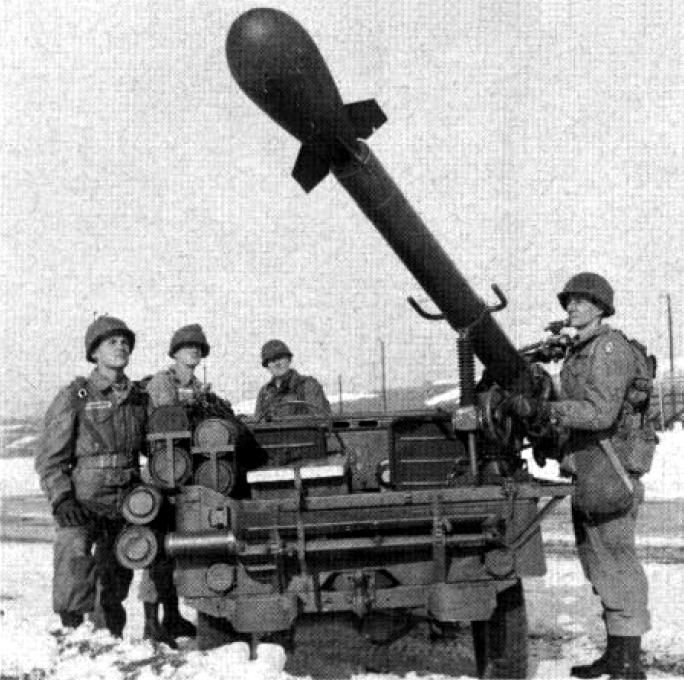
Il Davy Crockett montato su una Jeep

L'arma era disponibile nelle versioni M28 e M29. La prima era di calibro 120 mm, la seconda, più pesante, di calibro 155 mm. Potevano sparare il proprio ordigno a una distanza rispettivamente di 1,25 miglia nautiche (2,32 km) e 2,5 miglia nautiche (4,63 km); entrambe le versioni lanciavano, senza rinculo, un proiettile modello M388 del peso di 76 libbre (34,5 kg) dalla lunghezza di 31 pollici (78,7 cm) con diametro di 11 pollici (27,9 cm). All'interno del proiettile era alloggiata una testata nucleare modello W54 del peso 51 libbre (23,1 kg) e potenza compresa tra 0,01 kt e 0,02 kt. Dopo il lancio dall'estremità posteriore del proiettile fuoriuscivano quattro alette stabilizzatrici. Era possibile regolare la quota della detonazione mediante un comando sul proiettile.
L'esplosione sviluppava, nel raggio di 150 m dal luogo dell'impatto, radiazioni per un valore di 100 Sv. A 500 m il valore decresceva a 2,1. L'arma poteva essere facilmente trasportata da un solo militare e posizionata su treppiede prima dello sparo, oppure montata su una Jeep.

## Impiego
Il Davy Crockett, prodotto in 2100 esemplari, fu distribuito alle truppe statunitensi di stanza nella Germania Ovest a protezione del Varco di Fulda nel 1961 e successivamente a quelle dislocate sull'isola di Guam, nelle Hawaii, ad Okinawa e nella Corea del Sud. Seppure già operativo, il sistema fu provato con testata atomica attiva solo in due occasioni: il 17 luglio del 1962 fu fatta detonare nel deserto del Nevada una testata modello M29 tenuta sospesa dal suolo con dei cavi e, dieci giorni dopo, il proiettile fu lanciato con il sistema d'arma completo. La bomba detonò ad una distanza di 1,7 miglia nautiche (3,15 km). Circa mezz'ora dopo l'esplosione, come parte finale del test, una divisione di fanteria e dei carri armati entrarono nell'area dell'esplosione.
L'operatività dell'arma non durò molto: il suo ritiro dall'Europa iniziò nel 1967 e la dismissione totale terminò nel 1971.
L'utilizzo del Davy Crockett avrebbe causato seri danni non solo ai nemici ma anche all'unità addetta allo sparo, poiché le radiazioni dell'ordigno esploso si sarebbero registrate ben oltre la sua gittata massima. In ogni caso il lampo dell'esplosione ravvicinata avrebbe causato la cecità permanente del soldato che avesse sparato il colpo. L'esercito statunitense raccomandò ai suoi soldati di effettuare il lancio da un luogo ben riparato, ad esempio dietro una collina, tenendo conto anche della scarsa precisione dell'arma.

## Nella cultura di massa
Il Davy Crockett, o un'arma molto simile, viene utilizzata dalle forze armate statunitensi nel film del 1962 Il trionfo di King Kong (キングコング対ゴジラ?, Kingu Kongu tai Gojira, letteralmente "King Kong versus Godzilla"); in quell'anno l'esistenza del sistema d'arma, non ancora completamente distribuita in Europa, era ancora informazione classificata e la "strana coincidenza" insospettì l'intelligence statunitense che interrogò gli addetti alla creazione degli attrezzi di scena della produzione.
Nel videogioco "Metal Gear Solid 3: Snake Eater", il colonnello Volgin usa un Davy Crockett per eliminare una base militare sovietica.